# Bourgeonal
Bourgeonal è il nome commerciale di una aldeide aromatica, caratterizzata da un intenso odore di mughetto, verde e acquatico. Prodotta artificialmente su scala industriale, nel 2019 ne sono state commercializzate meno di 1000 tonnellate. Viene usata per aggiungere note di mughetto a cosmetici, profumi e altri prodotti per la cura della persona e della casa. In profumeria è stato usato in Alien (Thierry Mugler, 2005).

## Storia
La sintesi di molecole che imitassero l'aroma di mughetto ha interessato i chimici fin dall'inizio del XX secolo. I primi composti artificiali ottenuti furono aldeide ciclamino (1919) e Lilial (1952). Seguì Bourgeonal, sintetizzato per la prima volta nel 1959 da Julian Dorsky e William M. Easter Jr. presso i laboratori della Givaudan. Introdotto in profumeria inizialmente con il nome di Isolilial, successivamente fu commercializzato come Bourgeonal.

## Proprietà
La molecola di Bourgeonal non possiede centri stereogenici e quindi non sono possibili stereoisomeri come nel caso di aldeide ciclamino e Lilial. Bourgeonal è caratterizzato da una soglia olfattiva di 0,4 ng/L, 40 volte minore di Lilial.

## Sintesi
Il composto viene prodotto industrialmente in due modi, schematizzati nelle figure seguenti. Il primo processo prevede una condensazione aldolica tra 4-ter-butilbenzaldeide e acetaldeide, seguita da una idrogenazione catalizzata con palladio. Il secondo processo prevede una condensazione del ter-butilbenzene con diacetato di acroleina.

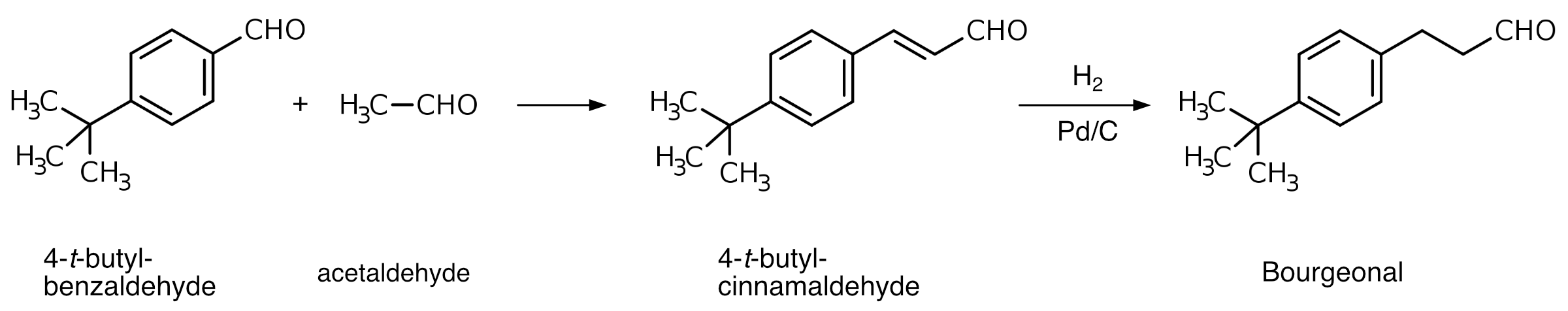
Sintesi di Bourgeonal, a partire dalla 4-ter-butilbenzaldeide

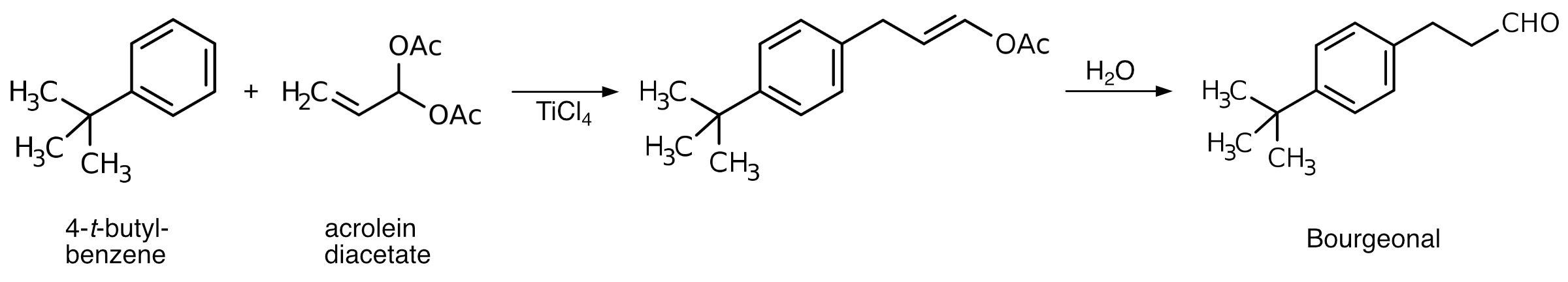
Sintesi di Bourgeonal, a partire dal ter-butilbenzene

## Effetti biologici
Nel 2003 uno studio in vitro ha dimostrato che Bourgeonal attiva il recettore olfattivo chiamato OR1D2 (precedentemente chiamato hOR17-4) presente anche nella membrana cellulare degli spermatozoi umani. L'attivazione provoca l'apertura di canali ionici del calcio, facendo nuotare gli spermatozoi due volte più velocemente. I risultati suggeriscono che OR1D2 sia coinvolto nel facilitare il processo di fecondazione.
Nel 2010 si è trovato che gli uomini (maschi) sono più sensibili delle donne all'odore di Bourgeonal: in media gli uomini riescono a percepirlo alla concentrazione di 13 ppb, mentre le donne lo percepiscono a 26 ppb. Bourgeonal è l'unica sostanza odorosa per la quale sia nota una differenza di sensibilità tra i due sessi. Si pensa che questa differenza sia dovuta al fatto che lo stesso recettore OR1D2 è espresso nel tessuto non olfattivo delle cellule spermatiche e nel tessuto olfattivo del naso. Il coinvolgimento con la chemiotassi degli spermatozoi provoca una pressione evolutiva per i maschi (selezione sessuale) che li porta ad avere più recettori OR1D2 in media, sia nel naso che negli spermatozoi.

## Tossicità / Indicazioni di sicurezza
Bougeounal è stato incluso nel 2015 nel Community Rolling Action Plan (CoRAP) ai sensi del regolamento (CE) n. 1907/2006 (REACH) per rivalutarne gli effetti sulla salute umana e sull'ambiente. La rivalutazione, effettuata dalla Svezia, è terminata nel 2022 confermando la possibile tossicità per la riproduzione. È stato inoltre condotto uno studio per valutare la sicurezza d'impiego di Borgeonal, stabilendo le massime concentrazioni accettabili in cosmetici e altri prodotti domestici, concludendo che il composto è sicuro nell'ambito degli usi esaminati.